# کلارنس دبلیو. واتسون
کلارنس دبلیو. واتسون (به انگلیسی: Clarence Wayland Watson) سناتور سابق عضو حزب دموکرات ایالات متحده آمریکا بود. وی در سال ۱۹۱۱ تا ۱۹۱۳ میلادی سناتور ایالت ویرجینیای غربی در سنای ایالات متحده آمریکا بود.